# Бурлинский переезд
Бурлинский переезд — улица в Железнодорожном районе города Новосибирска.

## Наименование
Ранее через данный переезд на обозах провозили соль, которая добывалась на озере Бурла на Алтае. Отсюда и пошло наименование улицы.

## Описание
Начинается возле здания № 11 (Железнодорожная улица). Идёт по территории промзоны главной железнодорожной станции города, имеется крутой спуск до депо локомотивов. Пересекается путями Транссибирской магистрали. Протяжённость улицы составляет порядка 500 метров.

## Застройка
Бурлинский переезд преимущественно застроен производственными постройками, складами, гаражами и административными зданиями. На улице расположено паровозное депо, которое было построено в 1896 году и является архитектурным памятником областного значения.